# Isabel Stahl
Isabel Stahl (* 1976 in Jena) ist eine deutsche Regisseurin, Dramaturgin, Theatervermittlerin, Darstellerin, Kuratorin und Journalistin.

## Leben
Isabel Stahl, geboren in Jena, studierte Theaterwissenschaften, Journalistik und Politik in Leipzig und Wien. Während ihres Studiums arbeitete sie für ein Stadtmagazin und zwei Radiosender in Jena und Leipzig. Als Dramaturgie- und Regieassistentin, Darstellerin und Hospitantin war sie am Theater Gera-Altenburg, Theaterhaus Jena, Schauspiel Leipzig, Volkstheater Wien und LOFFT Leipzig tätig. Nach ihrem Studium war sie vier Jahre als Regieassistentin am Hans-Otto-Theater Potsdam engagiert. Danach arbeitete sie freischaffend als Dramaturgin (Schütte & Raibach, Halle 7) und Regisseurin in Berlin, München und Potsdam. 2007 drehte sie in Co-Regie mit Jörg Hausschild ihren ersten Kurzfilm, der bisher auf Festivals in Mainz, Bayreuth, Diessen am Ammersee, Oldenburg und Coburg zu sehen war. Sie war bis 2019 Mitbegründerin und Mitglied des Theaterkollektivs "KomplottLegal". Mit der szenischen Lesung "Dada zerstreut. Vor der Explosion ist nach der Explosion" waren die Dadainen auf Tour. Von 2008 bis 2019 war Isabel Stahl als Dramaturgin, Regisseurin, Inspizientin und Regieassistentin am Theater Dortmund/Kinder- und Jugendtheater beschäftigt. Seit Beginn der Spielzeit 2019/20 arbeitete sie als Dramaturgin, von 2022 bis 2024 als Leitende Dramaturgin für Schauspiel am Theater Plauen-Zwickau unter der Intendanz von Dirk Löschner.
Seit dem Sommer 2024 ist sie freiberuflich von Brandenburg an der Havel aus tätig, kommt als Gast für die Dramaturgie von "Die Vogtland-Revue" und als Regisseurin für das Sommertheater ans Theater Plauen-Zwickau.
Sie arbeitet als Leiterin eines Kindertheaterkurses an der Kinder- und Jugend-Kunst-Galerie "Sonnensegel" in Brandenburg an der Havel, schreibt für die Märkische Allgemeine Zeitung (MAZ) und ist in der Freien Szene in Brandenburg aktiv. Außerdem wird sie 2025 zum ersten Mal als Kuratorin im Dortmunder U tätig sein.

## Inszenierungen (Auswahl)
- 2004: Abendstunde im Spätherbst[3], Hans-Otto-Theater Potsdam

- 2007: Bodenhaltung[4], (UA) Club Charlotte, Potsdam

- 2010: k.o., Jugendclub (mit Christine Köck)

- 2012: Miriam, ganz in Schwarz[5], Theater Dortmund
- 2013: Wohin?, Theater Dortmund, Theater Duisburg (mit Christine Köck)
- 2013: The Quentin Story – a theatric music media wash up, domicil Dortmund (mit Christine Köck)
- 2014: Heute Abend Lola Blau[6], Dortmunder U
- 2014:  Feiert, Facebooked, Folgt![7], Theater Dortmund (mit C. Köck),
- 2015: Bertram und die Feinstrumpfhosenfabrik, Versionale Bayer Kultur, Theater im Depot Dortmund
- 2015: Jetzt gibt’s was auf die Ohren[8], Theater Dortmund (mit C. Köck)
- 2016: Zuckeralarm[9][10] Theater Dortmund

- 2017: B.A. Bitches[11], Theater im Depot Dortmund[12]
- 2017: Und auch so bitterkalt, Bayer Kultur, Leverkusen
- 2017: Zombification. Lecture-Performance mit Pfiff[13], Theater im Depot Dortmund
- 2018: The Importance of being Wilde – ein Oscar Wilde Abend, Theater Dortmund (mit Ilona Seippel-Schipper)
- 2019: Über Väter[14], (UA), Bürgerbühne Theater Gütersloh
- 2019: Klatschen[15], Theater Dortmund (mit Lioba Sombetzki)
- 2020: Bookpink, Jugendclub Plauen (mit Elisa Ender)
- 2022: Youtopia, Jugendclub Plauen (mit Katharina Semrau)
- 2022: Diven sterben einsam[16], Theater Plauen-Zwickau
- 2023: Rex Osterwald[17], (analoge UA), Theater Plauen-Zwickau
- 2025: Extrawurst[18], Theater Plauen-Zwickau

## Auszeichnungen
- 2018: Sonderpreis der „Dortmunder für Ihr Schauspiel“ (Theaterförderverein): Im Herzen Peter Pan[19], Dramaturgie

- 2015/16: Bertram und die Feinstrumpfhosenfabrik, Versionale – Internationales Festival für Theaterregie, Bayer Leverkusen Kultur, Regie, 1. Platz der Fachjury[20], eingeladen zu den Petra-Meurer-Theatertagen im Theater im Depot[21]